# Chagnulf
Chagnulf, auch Chainulfus, (* um 598; † 641 in Augers-en-Brie) war ein fränkischer Adliger und unter der Herrschaft der Merowinger Comes im Pagus Meldensis um den Hauptort Meaux.

## Leben
Die Existenz des Chagnulf ist neben den namentlichen Erwähnungen in der Chronik des Fredegar und der Vita Faronis des Hildegar von Meaux insbesondere noch durch mehrere merowingische Urkunden belegt.
Chagnulf wurde im fränkischen Teilreich Austrasien geboren, vermutlich auf dem Landgut Villa Pipimisiacum, dem heutigen Poincy. Er war ein Sohn von Chagnerich, Comes im Pagus Meldensis um den Hauptort Meaux und seiner Frau Leudegundis. Chagnulf entstammte dem Adelsgeschlecht der Burgundofarones, die als herausragende Familie der austrasischen Führungsschicht bis zum Aufstieg der Pippiniden und Arnulfinger gilt und den Sippen der Agilolfinger und Waltriche verwandtschaftlich verbunden war.
Durch ein Privileg des fränkischen Königs Dagobert I. ist Chagnulf als Amtsträger im Pagus Meldensis zum 1. Oktober 635 nachzuweisen  – es steht aber zu vermuten, dass er das Amt des Comes bereits schon kurz nach dem Tod seines Vaters im Jahr 633 übernommen hatte.
Mit dem Comitat geriet Chagnulf in eine erbitterte Gegnerschaft zu dem neustrischen Hausmeier Aegas, der die Abtei Faremoutiers hart bedrängte, welche von seiner Schwester Burgundofara gegründet worden war. Einer der Gründe der Übergriffe des Aegas auf Besitz und Mönche der Abtei ist in deren engen religiösen Verbindung zum Kloster Luxeuil zu suchen – die Vita sancti Columbani des Jonas von Bobbio benennt Aegas ausdrücklich als einen der Hauptwidersacher der burgundischen Mönchsgemeinschaft. Der Hauptgrund für die Fehde zwischen den Adelsparteien dürfte jedoch in dem Umstand zu finden sein, dass Chagnulfs Vater Chagnerich durch König Chlothar II. Besitz im Brie übertragen wurde. Diese Übernahme von neustrischem Besitz durch die austrasische Sippe der Burgundofarones versuchte Aegas durch seine wiederholten Attacken auf die Familienabtei von Faremoutiers wohl zu revidieren.
Da die Übergriffe des neustrischen Hausmeiers auf die Abtei auch im Lauf der folgenden Jahre nicht nachließen, nutzte Chagnulf im Jahr 641 eine Versammlung des neustrischen Adels in Augers-en-Brie, um Klage gegen Aegas zu erheben. Im Rahmen dieser Mallus genannten Gerichtsverhandlung gerieten Chagnulf und Aegas Schwiegersohn Ermenfred derart aneinander, dass der Comes in Folge der blutigen Auseinandersetzung von seinem Widersacher mit dem Schwert erschlagen wurde.
Die Ermordung Chagnulfs während des Mallus führte daraufhin zu einer schwerwiegende Auseinandersetzung zwischen Ermenfred und den Burgundofarones. Da sein Schwiegervater Aegas noch im selben Jahr verstarb, verfügte Ermenfred nicht mehr über einen nennenswerten Rückhalt unter den neustrischen Großen. Dieser Umstand und die offene Unterstützung der Verwandten des Chagnulf durch Nantechild, der Witwe König Dagoberts I., führten schließlich dazu, dass der Mörder des Chagnulf in das nahe austrasische Reims fliehen musste, um der Blutrache durch die Burgundofarones zu entgehen.

## Geschwister
Chagnulf hatte noch vier Brüder und Schwestern:
- Chagnoald (vor 627–vor 633/34 Bischof von Laon)
- Burgundofaro (Referendar Dagoberts I. Nach 633–um 672 Bischof von Meaux und dort Gründer des Klosters St-Faron)
- Burgundofara (Gründerin der Abtei Faremoutiers, † nach 633/34)
- Agnetrade († nach 633/34)